# Orthosia caerulescens
Orthosia caerulescens là một loài bướm đêm trong họ Noctuidae.